# Nuvola
Nuvola (von italienisch Nuvola ‚Wolke‘), eine Weiterentwicklung des SKY-Themas, ist ein Satz freier Icons von David Vignoni unter Version 2.1 der GNU Lesser General Public License (LGPL).
Obwohl es ursprünglich für die K Desktop Environment (KDE) entworfen wurde, gibt es auch Pakete für Windows und Mac OS X.
Die im Oktober 2004 herausgegebene finale Version 1.0 enthält etwa 600 Icons im Format Portable Network Graphics (PNG), es sind aber großteils auch als Scalable Vector Graphics (SVG) verfügbar.
Die Icons, meist farbenfroh gestaltet, enthalten gewöhnliche und leicht erkennbare Objekte, die leicht mit den zugehörigen Anwendungen assoziiert werden können.
Die dominierende Farbe ist Blau, aber es gibt auch Icons, die eine völlig andere Farbgebung aufweisen.
Die Icons wurden zwischen 2003 und 2004 mit Adobe Illustrator gezeichnet und ins SVG-Format exportiert.

## Verwendung
KDE 3.x und ältere Versionen von GNOME sowie Programme wie Pidgin und der Medienplayer Amarok verwenden Nuvola.
Die KDE Software Compilation 4 benutzt den Oxygen-Iconsatz, etwas jüngere Versionen von GNOME Icons vom Tango Desktop Project.
Die Icons von Nuvola werden im Monobook-Skin der Software MediaWiki verwendet.

## Beispiele

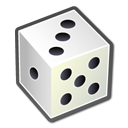
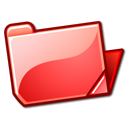
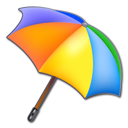